# Kiyosu
Kiyosu (Japans: 清須市, Kiyosu-shi) is een stad in de Japanse prefectuur Aichi. De oppervlakte van deze stad is 13,31 km² en eind 2009 had de stad bijna 66.000 inwoners.

## Geschiedenis
Kiyosu werd op 7 juli 2005 een stad (shi) na de samenvoeging van de gemeentes Kiyosu (清洲町, Kiyosu-chō), Shinkawa (新川町, Shinkawa-chō) en Nishibiwajima (西枇杷島町, Nishibiwajima-chō).
Op 1 oktober 2009 werd Haruhi (春日町, Haruhi-chō) aan Kiyosu toegevoegd.

## Verkeer
Kiyosu ligt aan de Tokaido-hoofdlijn van de Central Japan Railway Company, aan de Nagoya-hoofdlijn, de Tsushima-lijn en de Inuyama-lijn van Meitetsu (Nagoya Spoorwegmaatschappij) en aan de Johoku-lijn van de Tōkai Transport Service (over spoor van JR Central).
Kiyosu ligt aan de Higashi-Meihan-autosnelweg, aan de nationale autoweg 22 en 302 en aan de routes 6 en 16 van de Nagoya-snelweg.

## Economie
Kiyosu is de vestigingsplaats van Howa Kogyo, producent van wapens, industriële werktuigen en bouwmachines, vensters en deuren. Ook staat er een brouwerij van Kirin, en verder fabrieken van onder andere Astellas Pharma en Mitsubishi Heavy Industries.

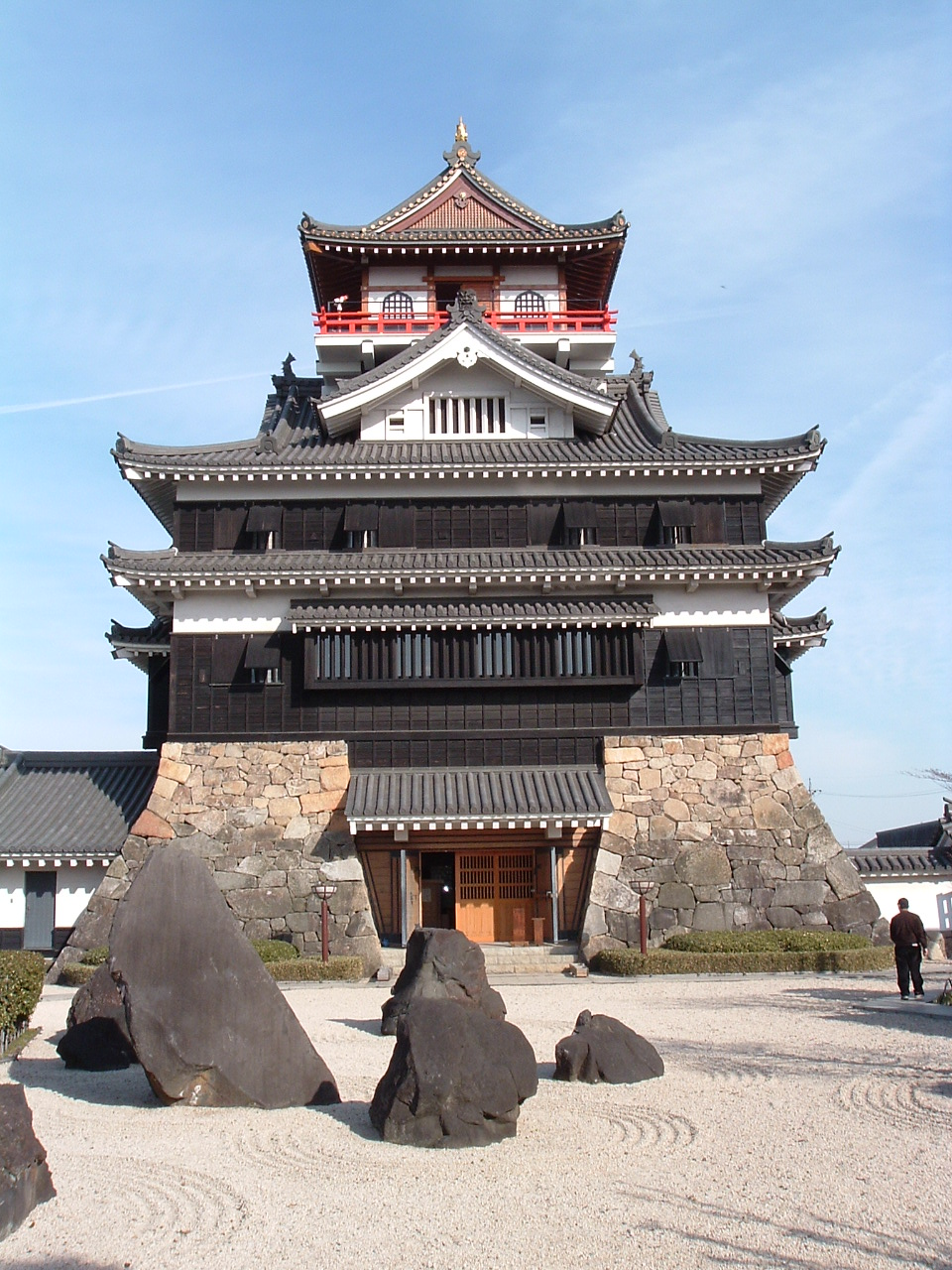
Kasteel Kiyosu

## Bezienswaardigheden
Kiyosu is bekend door het kasteel dat aan het begin van de Muromachiperiode als 'partnerkasteel' van dat van kasteel Shimozu in Inazawa werd gebouwd. Omdat Shimozu in 1476 afbrandde, werd Kiyosu het politieke centrum van de provincie Owari. In 1555 trok Oda Nobunaga in het kasteel van Kiyosu en leidde vandaar talrijke veldslagen. In 1610 verhuisde Tokugawa Ieyasu het bestuur van de provincie Owari terug naar Nagoya (het kasteel werd deels afgebroken om kasteel Nagoya te bouwen) en Kiyosu bleef slechts een halteplaats aan de Mino-ji, een verbinding tussen de Nakasendo en de Tokaido. De resten van het kasteel werden verwoest bij een overstroming van de rivier de Goji.
Het huidige kasteel van Kiyosu is een reconstructie uit 1989 en herbergt een museum.

## Partnersteden
Kiyosu heeft een stedenband met
- Jerez de la Frontera, Spanje, sinds januari 1994 (met de gemeente Kiyosu).

## Geboren in Kiyosu
- Akira Toriyama (1955-2024), mangaka

## Aangrenzende steden
- Ichinomiya
- Inazawa
- Kitanagoya
- Nagoya